# Mieczysław Kawalec (naukowiec)
Mieczysław Aleksander Kawalec (ur. 24 stycznia 1941 w Trzcianie k. Rzeszowa, zm. 23 marca 2016 w Poznaniu) – profesor Politechniki Poznańskiej, specjalności: obróbka skrawaniem i narzędzia, technologia maszyn.

## Życiorys
Pracował naukowo w zakresie dyscypliny naukowej budowa i eksploatacja maszyn, specjalizował się w problematyce dokładnej obróbki skrawaniem i eksploatacji narzędzi skrawających oraz właściwości warstwy wierzchniej przedmiotów po skrawaniu tradycyjnym i hybrydowym.
Studia wyższe ukończył na Wydziale Budowy Maszyn Politechniki Poznańskiej w 1964 w zakresie specjalności obrabiarki, narzędzia i technologia budowy maszyn.  Doktorat wykonał pod kierunkiem Bronisława Kiepuszewskiego i obronił w 1969 na Wydziale Mechanicznym Technologicznym PP. W 1980 uzyskał stopień naukowy doktora habilitowanego na Wydziale Budowy Maszyn PP. Tytuł naukowy profesora otrzymał w 1992, a stanowisko profesora zwyczajnego w 1996.
W latach 1981–1987 był prodziekanem Wydziału Budowy Maszyn Politechniki Poznańskiej, w latach 1991–1993 dyrektorem Instytutu Technologii Budowy Maszyn oraz Instytutu Technologii Maszyn (1993–1996). Od 1981 kierował Zakładem Obróbki Skrawaniem w Instytucie Technologii Mechanicznej Wydziału Budowy Maszyn i Zarządzania PP. W latach 1989–2002 był członkiem Senatu Akademickiego Politechniki Poznańskiej. W latach 1972–1977 był członkiem, a od 1977 do 1987 przewodniczącym Uczelnianej Komisji Turnieju Młodych Mistrzów Techniki.
Od 1987 był członkiem Sekcji Podstaw Technologii Komitetu Budowy Maszyn Polskiej Akademii Nauk (wiceprzewodniczący Sekcji od 1996). Od 1993 był członkiem Komitetu Budowy Maszyn PAN. Był też członkiem Zespołu Inżynierii Powierzchni Komitetu Budowy Maszyn PAN i Członkiem Akademii Inżynierskiej w Polsce (od 1999). W latach 1992–1999 był członkiem, a następnie przewodniczącym Sekcji Komitetu Badań Naukowych.
Od 1991 stał na czele Komitetu Redakcyjnego czasopisma Komitetu Budowy Maszyn PAN Oddział Poznań „Archiwum Technologii Maszyn i Automatyzacji”. Od 2003 przewodniczył Radzie Programowej czasopisma „Mechanik”.
Profesor Mieczysław Kawalec jest autorem, współautorem, promotorem, kierownikiem, recenzentem wielu prac badawczych, patentów i wzorów użytkowych. Opracował kilkadziesiąt opinii awansowych dotyczących tytułu naukowego profesora, stopni naukowych oraz stanowisk i tytułu doktora honoris causa. Wypromował siedmiu doktorów nauk technicznych (m.in. Damiana Przestackiego, Marka Rybickiego, Zbigniewa Nowakowskiego) oraz 180 magistrów inżynierów i inżynierów.
Został odznaczony m.in. Krzyżem Kawalerskim Orderu Odrodzenia Polski (2003), Złotym Krzyżem Zasługi (1985), Medalem Komisji Edukacji Narodowej (1995), Odznaką Honorową miasta Poznania (1986).
Profesor Mieczysław Kawalec miał małżonkę Krystynę (lekarza) i syna Wojciecha (absolwenta UAM).
Pochowany na cmentarzu Miłostowo.